# Chaire du dôme de Prato
Pour les articles homonymes, voir Prato (homonymie).
La chaire du dôme de Prato est une œuvre sculpturale réalisée par Donatello et Michelozzo entre 1428 et 1438. Elle est située sur la façade, à l'angle sud-est, de la cathédrale de Prato, en Toscane.
De forme circulaire et d'une hauteur de 210 cm, sans son baldaquin, elle se compose de bronzes, mosaïques, et principalement de bas-reliefs en marbre finement ouvragés représentant des scènes de putti en liesse (aujourd'hui, les bas-reliefs originaux sont conservés dans le musée de l'Œuvre (Museo dell'Opera del Duomo).

## Histoire
La chaire est destinée exclusivement à l'ostension publique de la relique de la Sacra Cintola (la ceinture de la Vierge Marie) qui encore aujourd'hui se montre à Noël, à Pâques, au 1er mai, au 15 août et, le 8 septembre.
Lors de l'édification d'une nouvelle façade, commencée en 1385, il est décidé de la construction d'une chaire extérieure destinée à l'ostention de la Sacra Cintola. Le projet est confié à Donatello et à Michelozzo (sculpteur mais surtout architecte préféré de Cosme le Vieux).
En 1428, un modèle est présenté (le projet architectonique est dû à Michelozzo, et celui des bas-reliefs et ornements à Donatello). Les contrats des deux artistes sur d'autres chantiers retardent de quelques années le début des travaux de la chaire.
De retour à Florence, en 1433, sur insistance de Cosme de Médicis, est fondu le riche chapiteau de bronze à la base de la chaire sur un dessin de Donatello et œuvre de Michelozzo et de Maso di Bartolomeo. Maso di Bartolomeo surveilla ensuite le montage de la chaire et du baldaquin à ombrelle qui la couronne.
En 1434, il est stipulé un nouveau contrat engageant surtout Donatello sur la conception des sept panneaux. En 1438, la structure est inaugurée et complétée avec la fourniture des bas-reliefs du parapet par Donatello. L'œuvre est terminée durant l'été de 1438, inaugurée le 8 septembre de la même année, et les derniers paiements à Donatello sont effectués.
Après plus de 500 ans d'exposition à l'extérieur, et pour éviter au marbre des dégradations encore plus[pas clair] irréversibles, en 1970 les sculptures du parapet sont remplacées par des copies en fibre de verre, aujourd'hui présentes sur la chaire.
Les panneaux et le chapiteau de bronze originaux sont conservés au Museo dell’Opera del Duomo depuis 2011.

## Description
Positionnée à l'angle de l'édifice, elle fait une magnifique charnière entre le flanc de style roman et la façade tardo-gothique du monument, ainsi qu'entre les deux places sur lesquelles se rassemblaient les pèlerins.
Le parapet en marbre blanc suggère les formes d'un petit temple circulaire soutenu par des pilastres jumelés qui le subdivise en sept panneaux de (73,5 x 79 cm chacun) dans lesquels sont représentés d'insolites groupes de putti dansants (inspirés de l'Antiquité notamment de sarcophages bachiques) rendus picturals grâce au stiacciato qui accentue l'effet de mouvement.
La réalisation du panneau central est attribuée à Donatello lui-même (et non un artisan de son atelier) car jugée de grande qualité. Concernant le rite dionysiaque auquel s'adonnent les putti, Donatello aurait avoir pu s'inspirer du Sarcophage aux putti ivres conservé au Camposanto.
Les marbres proviennent de Carrare.
Le poète italien Gabriele D’Annunzio (1863-1938) grandit à Prato et décrit la chaire ainsi : 

« Prato est [...] illuminée par le ciel moins que par une chaire en marbre sculptée en bas-relief divinement par le divin Donatello. Cette chaire est en plein air, à un angle extérieur du Duomo ; et elle représente une danse de putti. C’est une œuvre célèbre du sculpteur florentin. L’image qui est restée le plus profondément imprimée dans ma mémoire, de toute cette période de ma vie, est précisément l’image de cette merveilleuse chaire. »

— Gabriele D’Annunzio
Donatello et Michelozzo ont aussi réalisé ensemble le tombeau de Rinaldo Brancaccio (église Sant'Angelo a Nilo) et le tombeau de l'antipape Jean XXIII.

### Les bas-reliefs
| Réf. | Img | Note |
| ---- | --- | --- |
| 1    |     | Le premier bas-relief de gauche est caractérisé par des citations et rythmes classiques, avec un picturalisme raffiné, moins dynamique et tendu que les bas-reliefs centraux. |
| 2    |     | Semblable au précédent, il est peut-être plus dynamique grâce à l'usage des lignes de force diagonales entrecroisées. |
| 3    |     | Il a une forme harmonieuse, avec un brillant enfoncement spatial grâce au putto de droite, qui a un pied au premier plan et le corps en second plan. |
| 4    |     | Le bas-relief central est particulièrement heureux, mais aussi le plus abimé : les contours sont flous et vibrants, la composition légère et équilibrée ; le groupe est compact dans la partie centrale et droite, avec les mains de quelques putti qui enfoncent le plan de petites feuilles. |
| 5    |     | Avec deux putti à demi-cachés au premier plan, le bas-relief semble moins nerveux et les putti sont composés avec des poses plus ouvertes et amples. Là, aussi le mouvement est rendu par l'usage des lignes diagonales.                                                                       |
| 6    |     | Composé de quatre putti au lieu des cinq habituels, il contient quelques erreurs de sculpture, comme le visage de l'angelot central qui apparaît trop écrasé. |
| 7    |     | Il est le premier à être exécuté et peut-être le plus complexe dans le dessin, pour ses audacieuses lignes de perspective, pas toujours correctement exécutées. Frénétique flottement des drapés.                                                                                              |